# Міховень
Міховень, Міховені (рум. Mihoveni) — село у повіті Сучава в Румунії. Входить до складу комуни Шкея.
Село розташоване на відстані 360 км на північ від Бухареста, 6 км на північний захід від Сучави, 120 км на північний захід від Ясс.

## Населення
За даними перепису населення 2002 року у селі проживала 2061 особа. Усі жителі села рідною мовою назвали румунську.
Національний склад населення села:
| Національність | Кількість осіб | Відсоток |
| -------------- | -------------- | -------- |
| румуни         | 2049           | 99,4%    |
| поляки         | 12             | 0,6%     |